# Saxifraga luteoviridis
Saxifraga luteoviridis là một loài thực vật có hoa trong họ Saxifragaceae. Loài này được Schott & Kotschy miêu tả khoa học đầu tiên năm 1851.